# الحزب الوطني الديمقراطي (سورينام)
الحزب الوطني الديمقراطي، هو أشهر حزب معارض في سورينام، تأسس عام 1987 قبل وقت قصير من سقوط الحكم العسكري الدكتاتوري لديزي بوترس. الرئيس السابق خوليس ويدنبوش كان عضواً في الحزب الوطني الديمقراطي.